# Ölver
Ölver är en bergstopp i republiken Island. Den ligger i regionen Västlandet, 40 km norr om huvudstaden Reykjavík. Toppen på Ölver är 602 meter över havet.
Trakten runt Ölver är nära nog obefolkad, med mindre än två invånare per kvadratkilometer. Närmaste större samhälle är Akranes, omkring 20 kilometer sydväst om Ölver. Trakten runt Ölver består i huvudsak av gräsmarker.